# Acytolepis volumina
Acytolepis volumina är en fjärilsart som beskrevs av Hans Fruhstorfer 1921/22. Acytolepis volumina ingår i släktet Acytolepis och familjen juvelvingar. Inga underarter finns listade i Catalogue of Life.